# Gambusia monticola
Gambusia monticola es un pez de la familia de los pecílidos en el orden de los ciprinodontiformes.

## Distribución geográfica
Se encuentran al sudeste de Cuba.